# 만나면 흥하리! 모란봉클럽
《만나면 흥하리! 모란봉클럽》은 2015년 9월 12일부터 2017년 5월 20일까지 방송된 예능 프로그램이다.

## 진행자
- 김성주 : 2015년 9월 12일 ~ 2016년 10월 15일
- 지상렬 : 2015년 9월 12일 ~ 2016년 11월 19일
- 김범수 : 2016년 10월 22일 ~ 2017년 5월 20일
- 오현경 : 2016년 11월 26일 ~ 2017년 5월 20일